# 1969 у науці
1969 рік

## Події
- За ініціативою Банку Швеції вперше була присуджена Нобелівська премія з економіки.
- 14 січня, 15 січня запущені пілотовані космічні кораблі «Союз-4» та «Союз-5». В польоті здійснено перше стикування двох космічних кораблів.
- 21 липня в 02 години 56 хвилин 20 секунд за Гринвічем Ніл Армстронг вперше в історії людства ступив на місячну поверхню.
- Того ж дня радянський безпілотний космічний корабель «Луна-15» зазнав аварії при спробі посадки на Місяць з метою доставки на Землю зразків місячного ґрунту.
- 11 жовтня, 12 жовтня, 13 жовтня почергово були запущені космічні кораблі «Союз-6», «Союз-7», «Союз-8», які виконували груповий політ з маневруванням і зближенням на орбіті. На борту корабля «Союз-6» здійснено перше зварювання в космосі (зварювальною установкою «Вулкан» Інституту імені Патона).
- 19 листопада екіпаж американського космічного корабля «Аполлон-12» здійснив другу успішну висадку на Місяць.
- Див. також Навчальні заклади, засновані 1969 року.

## Наукові нагороди 1969 року

### Лауреати Нобелівської премії
- З фізики — «За відкриття, пов'язані із класифікацією елементарних часток й їхніх взаємодій»:
  - Маррі Гелл-Манн (США);
- З хімії — «За внесок у розвиток конформаційної концепції і її застосування в хімії»:
  - Дерек Гаролд Річард Бартон (Велика Британія),
  - Одд Хассель (Норвегія);
- З фізіології та медицини — «За відкриття, що стосуються механізму реплікації і генетичної структури вірусів».:
  - Макс Дельбрюк (США),
  - Алфред Херші (США),
  - Сальвадор Лурія (США);
- З економіки — «За створення і застосування динамічніх моделей до аналізу економічніх процесів»
  - Раґнар Фріш (Норвегія),
  - Ян Тінберген (Нідерланди).

### Премія Тюрінга
Марвін Мінський (США) — За піонерські роботи з проблеми штучного інтелекту.

### Медаль Коплі
Пітер Медавар

### Золота медаль Королівського астрономічного товариства
- Прайс А. Т.
- Мартін Шварцшильд

### Медаль Еддінгтона
Ентоні Г'юїш

### Медаль Кетрін Брюс
- Горес Бебкок

### Премії НАН України імені видатних учених України
Докладніше: Премії НАН України імені видатних учених України — лауреати 1969 року

### Державна премія України в галузі науки і техніки
Докладніше: Державна премія України в галузі науки і техніки — лауреати 1969 року

## Народились
- 26 січня — Міхаель Мозер, професор мовознавства Інституту славістики Віденського університету
- 2 травня — Кость Бондаренко, український політолог, кандидат історичних наук
- 7 червня — Олександр Михайлович Суходоля, український фахівець з проблем енергетичної безпеки, доктор технічних наук
- 27 червня — Розумний Максим Миколайович, український політолог, філософ, поет
- 11 липня — Гуцуляк Олег Борисович, український письменник, культуролог, філософ
- 23 липня — Лепський Максим Анатолійович, український науковець, доктор філософських наук
- 14 вересня — Аліксійчук Олена Станіславівна, українська фольклористка, музичний педагог, кандидат педагогічних наук
- 2 грудня — Форостюк Олег Дмитрович, український історик, краєзнавець, педагог, громадський діяч
- 20 грудня — Алан де Боттон, швейцарський письменник та філософ
- 28 грудня — Лінус Бенедікт Торвальдс, фінляндський програміст шведського походження, розробник операційної системи Лінукс
- ? — Маркова Світлана Василівна, український історик, краєзнавець
- ? — Окуньков Андрій Юрійович, російський математик, лауреат премії Філдса

## Померли
- 1 січня — Мещанінов Олександр Іванович, український медик, доктор медичних наук, професор
- 22 січня — Пастернак Ярослав Іванович, український археолог
- 15 лютого — Ольховський Андрій Васильович, український музикознавець, композитор, педагог
- 17 лютого — Зінченко Петро Іванович, український радянський психолог
- 26 лютого — Карл Ясперс, німецький філософ і психіатр, один з творців екзистенціалізму
- 28 квітня — Ікаунієкс Яніс Янович, латвійський астроном
- 3 червня — Зіновій Лисько, український композитор, музикознавець і фолкльорист
- 8 червня — Петров Віктор Платонович, український письменник, літературний критик, археолог та етнограф
- 25 липня — Аксентьєва Зінаїда Миколаївна, український радянський геофізик
- 2 серпня — Богданович Анатолій Васильович, білоруський мовознавець, славіст, педагог
- 14 серпня — Чамата Павло Романович, український психолог, педагог
- 17 серпня — Отто Штерн, німецький фізик, лауреат Нобелівської премії з фізики за 1943 рік
- 21 серпня — Бродський Олександр Ілліч, український фізико-хімік, академік АН УРСР
- 25 вересня — Пауль Шеррер, швейцарський фізик-експериментатор
- 21 жовтня — Вацлав Серпінський, видатний польський математик
- 25 жовтня — Флоріан Заплетал, чеський публіцист, історик, етнограф, мистецтвознавець, фотограф, дослідник закарпатської української культури
- 11 листопада — Армін Джозеф Дейч, американський астроном
- 21 листопада — Єфименко Петро Петрович, український дослідник палеоліту, слов'янської археології та етнографії
- 26 листопада — Ворошилова-Романська Софія Василівна, радянський астроном
- 29 листопада — Ковалівський Андрій Петрович, український історик-сходознавець
- 29 грудня — Петро Волиняк, українознавець, дослідник історії української еміграції в Канаді
- 12 грудня — Тюленєв Микола Олександрович, агромеліоратор, доктор сільськогосподарських наук, професор, член-кореспондент Академії наук України
- 18 грудня — Глєбка Петро Федорович, білоруський громадський діяч, науковець, поет, драматург, перекладач, академік АН БРСР

? — Делоне Лев Миколайович, український генетик і цитолог; доктор біології
- ? — Маліцька Ксенія Михайлівна, радянський мистецтвознавець
- ? — Радченко Володимир Григорович, український літературознавець і критик
- 7 травня — Смогоржевський Олександр Степанович, український математик
- ? — Шевченко Людмила Прокопівна, український етнограф і фольклорист
- 22 вересня — Шелюжко Лев Андрійович, український ентомолог